# Jõetaguse (Mäetaguse)
Jõetaguse – wieś w Estonii, w prowincji Virumaa Wschodnia, w gminie Mäetaguse.

## Liczba mieszkańców wsi w latach 2002–2014
| Rok  | Liczba ludności |
| 2002 | 25              |
| 2003 | 25              |
| 2004 | 22              |
| 2005 | 24              |
| 2006 | 24              |
| 2007 | 23              |
| 2008 | 23              |
| 2009 | 25              |
| 2010 | 26              |
| 2011 | 26              |
| 2012 | 26              |
| 2013 | 27              |
| 2014 | 24              |